# 타이완성 (중화인민공화국)
타이완성(중국어 간체자: 台湾省, 정체자: 臺灣省, 병음: Táiwān shěng) 또는 대만성은 중화인민공화국의 명목상 성(省)이다. 대만과 인접한 섬들을 관할하지만 중화인민공화국의 실효 통치에서 벗어나 있는 가상의 행정 구역이다.

## 역사
대만과 그 부속 도서는 카이로 선언에 따라 1945년부터 중화민국의 실효 지배하에 들어갔지만 1949년에 국공 내전을 계기로 중화인민공화국이 수립되면서 중화민국 정부가 대만으로 이전하게 된다. 1949년 이전에 존재했던 중화민국을 계승한 중국의 유일한 합법 정부임을 주장하고 있는 중화인민공화국은 대만을 실효 통치하고 있지 않지만 하나의 중국 원칙에 따라 대만을 자국 영토로 규정하고 있다.

## 정치
타이완성은 중화인민공화국의 실효 통치 구역이 아니기 때문에 중화인민공화국의 다른 22개 성(省)과는 달리 성장과 중국공산당 서기는 임명되지 않으며, 국무원대만사무판공실이 대만 문제를 아우른 양안 관계에 관한 업무를 총괄하고 있다. 중화인민공화국의 입법부인 전국인민대표대회에서는 대만에 본적을 둔 주민, 대만에서 중국 대륙으로 이주한 주민을 타이완성 대표로 임명한다.

## 행정 구역
중화인민공화국에서 규정하고 있는 타이완성의 행정 구역은 다음과 같다. 시(市)와 현(縣) 관할의 행정 구역은 중화민국의 행정 구역과 거의 유사하지만, 타이베이를 타이완성에 포함시키는 등 하위 행정 구역의 구분에서 다소 차이가 있다. 일본이 실효 지배하고 있는 센카쿠 열도(중국명 댜오위다오) 또한 중화인민공화국에서 규정하고 있는 타이완성의 행정 구역에 속한다.
- 지급시
  - 1. 타이베이시 (台北市/臺北市) - 성 정부 소재지
  - 2. 신베이시 (新北市)
  - 3. 타오위안시 (桃园市/桃園市)
  - 4. 타이중시 (台中市/臺中市)
  - 5. 타이난시 (台南市/臺南市)
  - 6. 가오슝시 (高雄市)
- 현급시
  - 7. 지룽시 (基隆市)
  - 8. 자이시 (嘉义市/嘉義市)
  - 9. 신주시 (新竹市)
- 현
  - 10. 신주현 (新竹县/新竹縣)
  - 11. 자이현 (嘉义县/嘉義縣)
  - 12. 먀오리현 (苗栗县/苗栗縣)
  - 13. 장화현 (彰化县/彰化縣)
  - 14. 윈린현 (云林县/雲林縣)
  - 15. 핑둥현 (屏东县/屏東縣)
  - 16. 이란현 (宜兰县/宜蘭縣)
  - 17. 난터우현 (南投县/南投縣)
  - 18. 화롄현 (花莲县/花蓮縣)
  - 19. 타이둥현 (台東县/臺東縣)
  - 20. 펑후현 (澎湖县/澎湖縣)

## 같이 보기
- 타이완성
- 중화민국의 행정 구역
- 대만의 행정 구역
- 타이완 문제
- 하나의 중국
- 이북5도위원회 (대한민국)